# Seguro en Argentina
Véase también Seguros (desambiguación).
Si bien el concepto seguro aplicado a la actividad aseguradora es común en todos los países del mundo, cada país tiene su propia Ley de Seguros, un ente regulador designado, llamado generalmente Superintendencia de Seguros y su ámbito de aplicación se limita al territorio o Nación donde ha sido dictada.

## Leyes de Seguros en Argentina
Las leyes más relevantes que regulan la actividad del mercado asegurador en Argentina, son las siguientes:
- Ley N.º 12.988 - Obligaciones que reglamenta esta ley.[1]
- Ley N.º 17.418 - de Seguros[2]
- Ley N.º 20.091 - Aseguradores y su control.[3]
- Ley N.º 22.400 - Régimen de los Productores Asesores de Seguros[4]
- Ley N.º 24.557 - Riesgos del trabajo[5]

## Ley N.º 17.418 - de Seguros
Contiene las disposiciones generales para el desarrollo de la actividad aseguradora. Regula básicamente las generalidades, el modo de llevar a cabo un Contrato de Seguro, su implementación y puesta en práctica, las partes intervinientes, los plazos, formas, derechos y obligaciones. 
Ítems que la conforman:

## Título I - del Contrato de Seguro

### Capítulo I - Disposiciones Generales
- Sección I: Concepto y celebración
- Sección II: Reticencia
- Sección III: Póliza
- Sección IV: Denuncias y declaraciones
- Sección V:  Competencia y domicilio
- Sección VI: Plazo
- Sección VII: Por cuenta ajena
- Sección VIII: Prima
- Sección IX: Caducidad
- Sección X: Agravación del riesgo
- Sección XI: Denuncia del siniestro
- Sección XII: Vencimiento de la obligación del asegurador
- Sección XIII: Rescisión por sineistro parcial
- Sección XIV: Intervención de auxiliares en la celebración del contrato.
- Sección XV: Determinación de la indemnización juicio parcial
- Sección XVI: Prescripción

### Capítulo II - Seguro de daños patrimoniales
- Sección I: Disposiciones generales
- Sección II: Pluralidad de seguros
- Sección III: Provocación del siniestro
- Sección IV: Salvamento y verificación de los daños
- Sección V:  Subrogación
- Sección VI: Desaparición del interés o cambio de titular
- Sección VII: Hipoteca, prenda
- Sección VIII: Seguro de incendio
- Sección IX: Seguro de la agricultura
- Sección X: Seguro de animales
- Sección XI: Seguro de responsabilidad civil
- Sección XII: Seguro de transporte

### Capítulo III - Seguro de personas
- Sección I: Seguros sobre la vida
- Sección II: Seguros de accidentes personales
- Sección III: Seguros colectivos